# Bulat Schalwowitsch Okudschawa

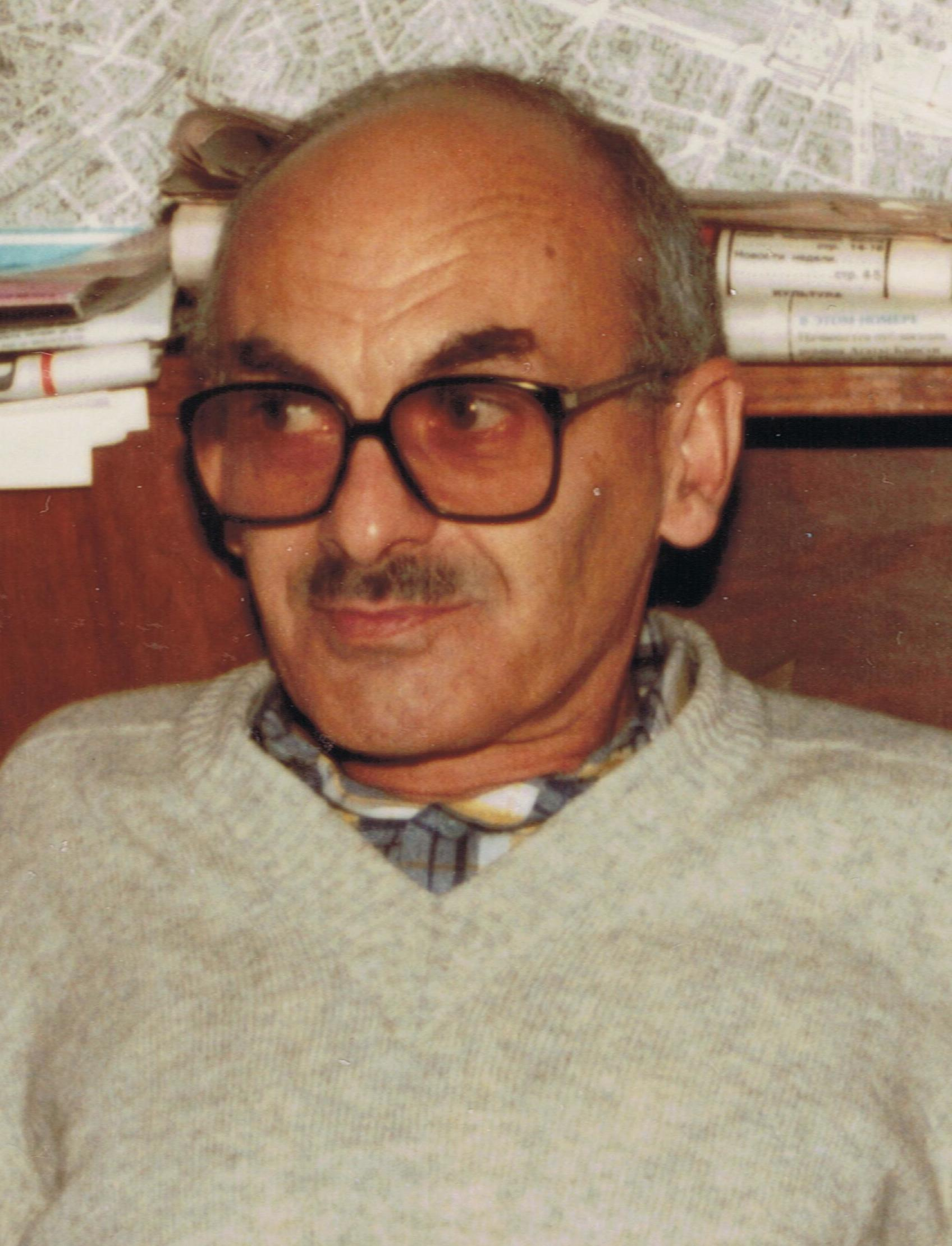
Bulat Okudschawa im Jahr 1981

Bulat Schalwowitsch Okudschawa (russisch Булат Шалвович Окуджава, georgisch ბულატ ოკუჯავა, wiss. Transliteration Bulat Šalvovič Okudžava; * 9. Mai 1924 in Moskau; † 12. Juni 1997 in Clamart, Frankreich) war ein russischer Dichter, Chansonnier und Schriftsteller. Der regimekritische Künstler und Mitbegründer des Genres des russischen Autorenliedes galt als der Georges Brassens der Sowjetunion.

## Leben

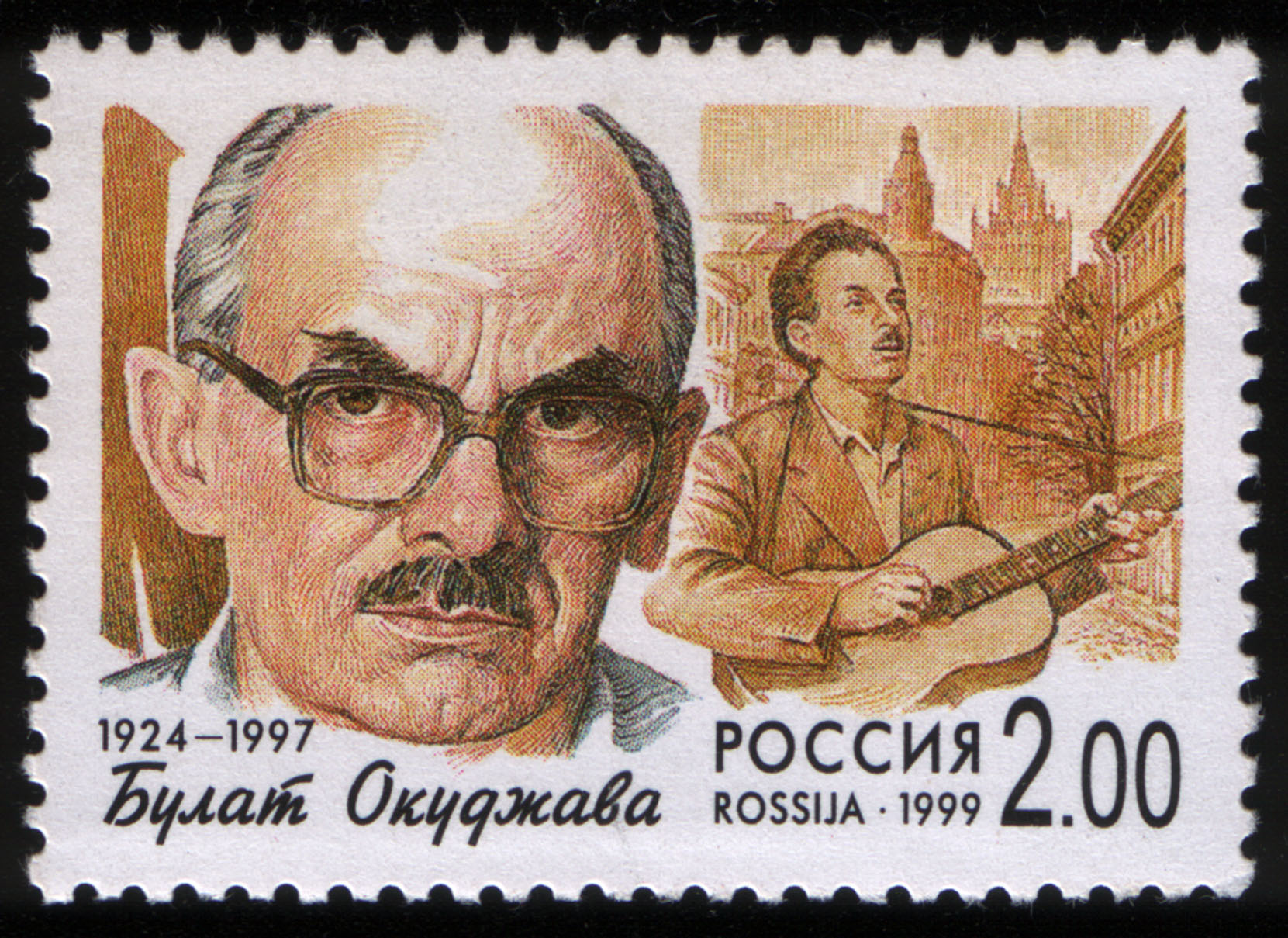
Briefmarke Russlands (1999)

Bulat Okudschawa war Sohn eines georgischen Vaters und einer armenischen Mutter. Der Vater war ein hoher KP-Funktionär. 1937 wurden die Eltern verhaftet und der Vater als angeblicher Trotzkist erschossen. Die Mutter verbrachte als „Frau eines Volksfeindes“ 10 Jahre in einem Arbeitslager des Gulag. 1940 zog Okudschawa zu Verwandten nach Tiflis. 1942 wurde er zur Armee eingezogen, kämpfte im Zweiten Weltkrieg als Artillerist und wurde Ende 1942 verwundet. 1945 absolvierte er in Tiflis das Abitur, studierte bis 1950 an der Staatlichen Universität Tiflis Philologie und wurde Lehrer im Dorf Schamordino in der Oblast Kaluga, später in Kaluga. Nach der Rehabilitation seiner Mutter kehrte er 1959 in seine Heimatstadt Moskau zurück.
Er wurde Redakteur im Verlag Molodaja Gwardija (dt. ‚Junge Garde‘), später Leiter des Lyrikressorts der Wochenzeitung Literaturnaja gaseta. In der Phase der Entstalinisierung trat er mit nonkonformistischen Gedichten auf und begleitete sie mit der Gitarre. Die ersten hatte er bereits in Tiflis geschrieben und vergeblich zu veröffentlichen versucht. Sie waren meist metaphorisch, melancholisch und unpolitisch. Entsprechend seinen Jugenderfahrungen hatten sie einen pazifistischen Grundton und wandten sich indirekt, aber bestimmt gegen Unterdrückung und Gleichschaltung durch den Staat. Weil die Medien für Okudschawa versperrt waren, wurden Privatwohnungen in Moskau zu seiner Bühne.

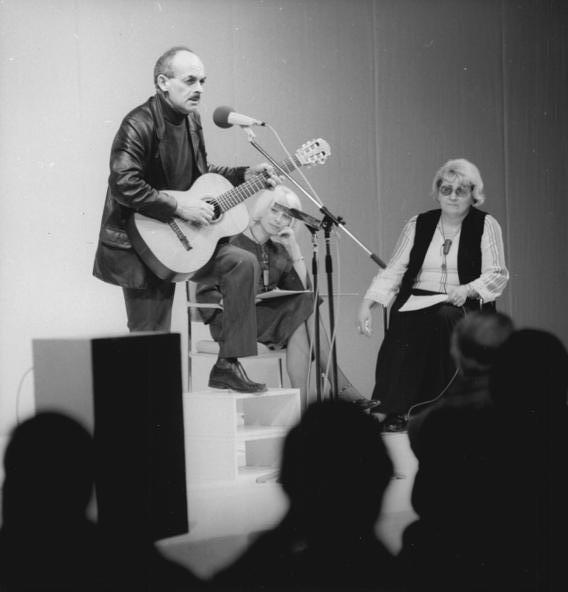
Okudschawa 1976 im Palast der Republik in Ostberlin

Dort wurden die Lieder auf Tonband mitgeschnitten und verbreiteten sich als Magnitisdat schnell in der gesamten Sowjetunion. Junge Leute kauften sich Tonbandgeräte, griffen zur Gitarre und sangen die Lieder nach. Okudschawa wurde zum Sprachrohr und einem der bedeutendsten und bekanntesten Liedermacher der sowjetischen Nachkriegsgeneration.
Seit den 1960er Jahren wurden seine Lieder in Filmen verwendet, besonders erfolgreich war seine Zusammenarbeit mit dem Komponisten Isaak Schwarz, mit dem er insgesamt 32 Lieder schuf. Zugleich wandte sich Okudschawa gegen die Zensur in der Literatur, unterzeichnete Petitionen gegen die Inhaftierung von Autoren sowie die Repressionen gegen Alexander Solschenizyn. In den 1980er Jahren schrieb er verschiedene Prosawerke. Seit der Mitte der 1970er Jahre erschienen seine Lieder auch auf Platten

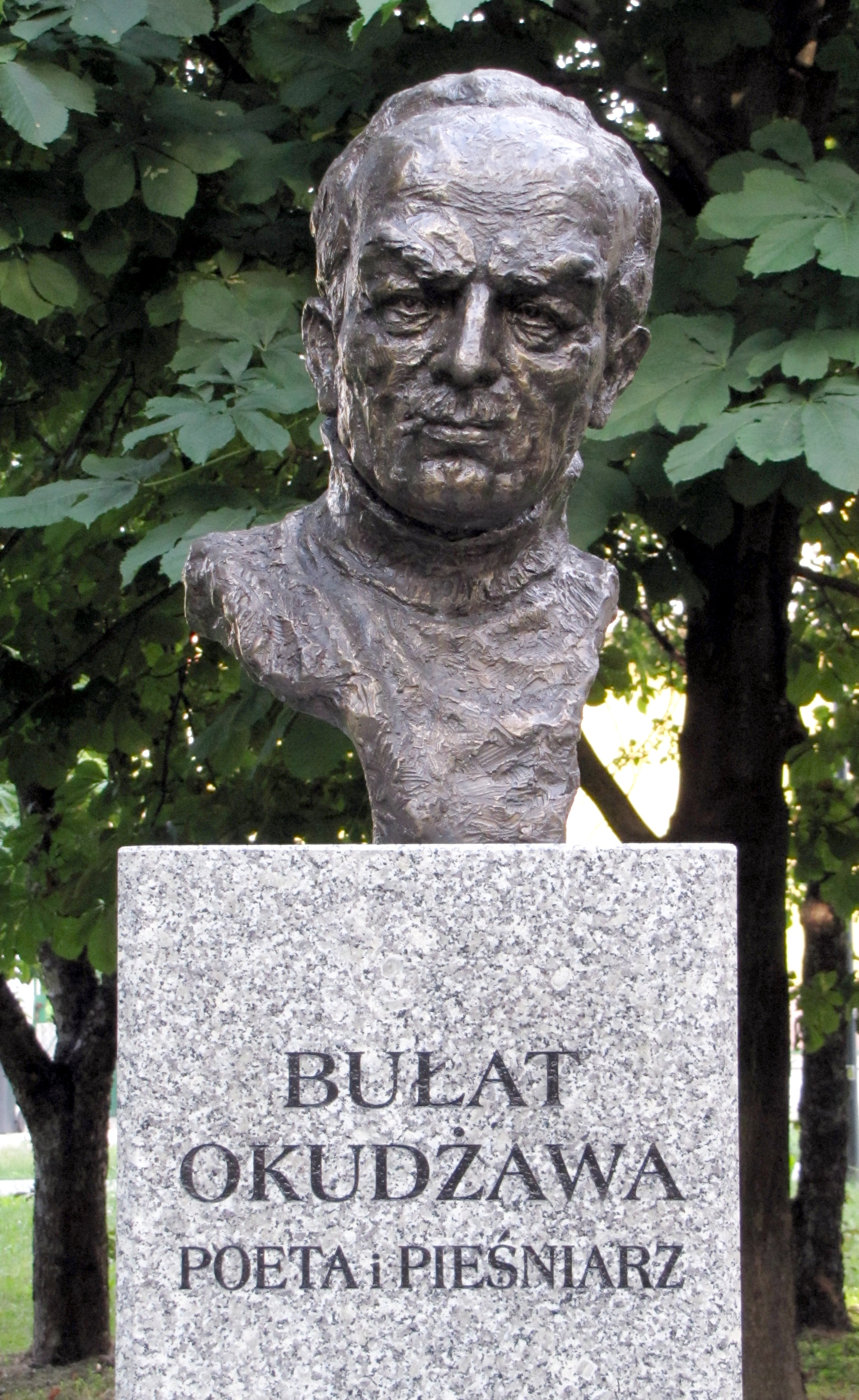
Büste Okudschawas in Kielce

Anfang der 1980er Jahre übersetzte Wolf Biermann Lieder von Bulat Okudschawa ins Deutsche und nahm A kak perwaja ljubow (A как первая любовь, dt. Ach die erste Liebe macht das Herz mächtig schwach) in sein Konzertprogramm auf. Seine Lieder wurden unter anderem ins Polnische und Tschechische übersetzt und sind bis heute besonders in Polen sehr beliebt.
Nach dem Ende der Sowjetunion wurde er 1992 von Boris Jelzin in die Begnadigungskommission des russischen Präsidenten berufen, die Fehlurteile der sowjetischen Justiz korrigieren sollte. Er gehörte ihr bis zu seinem Tode an.
Okudschawa starb auf einer Lesereise, die über Marburg und München nach Paris geführt hatte, am 12. Juni 1997 im Militärkrankenhaus Percy bei Paris und wurde in Moskau auf dem Wagankowo-Friedhof begraben. Seine Geburtsstadt ehrte ihn mit einem Denkmal im Stadtviertel Arbat. Die vom russischen Präsidenten unterstützte Bulat-Okudschawa-Stiftung sammelt die über die ganze Welt verstreuten Audio- und Video-Mitschnitte seiner Rezitationen und Konzerte. Insgesamt handelt es sich um rund 200 Lieder und etwa 1.000 Gedichte. Seine Lieder werden heute noch zum Erlernen der russischen Sprache verwendet.
Okudschawa war in zweiter Ehe mit Olga Arzymowitsch verheiratet. Er sprach außer russisch auch georgisch.

## Auszeichnungen
- 1991 wurde er mit dem Staatspreis der UdSSR ausgezeichnet.
- 1994 erhielt er den Russischen Booker-Preis für den Roman Die Show ist vorbei.

## Weiteres

Denkmal von Bulat Okudzhava in der Arbat-Straße, Moskau

Der Asteroid (3149) Okudzhava, 1981 von der tschechoslowakischen Astronomin Zdeňka Vávrová entdeckt, wurde nach ihm benannt.
Okudschawa besang die Moskauer Straße Arbat im Lied über den Arbat. In der Straße Arbat befindet sich heute das Okudschawa-Haus (Haus Nr. 43) und ein Denkmal Okudschawas.

## Werke
- Bulat Okudshawa: Macht's gut.  Henssel Verlag, Berlin 1963
- Bulat Okudshawa: Gedichte und Chansons. Kindler, München 1969
- Bulat Okudžava: Der fröhliche Trommler: Lieder, Chansons, Balladen. Damokles-Verlag, Ahrensburg 1969
- Bulat Okudshawa: Auswahl. Neues Leben, Berlin 1975
- Bulat S. Okudzava: Die Erlebnisse des Polizeiagenten Schipow bei der Verfolgung des Schriftstellers Tolstoj: Roman. Deutscher Taschenbuch-Verlag, München 1977
- Bulat Okudžava: Proza i poezija. Possev, Frankfurt a. Main 1977
- Bulat Okudshawa: Der arme Awrossimow oder die Abenteuer eines Geheimschreibers: Roman. Volk & Welt, Berlin 1971
- Bulat Okudshawa: Merci oder die Abenteuer Schipows. Volk & Welt, Berlin, 1981
- Bulat Okudschawa: Die Reise der Dilettanten I: Petersburg, Bertelsmann 1978, Rowohlt 1982
- Bulat Okudschawa: Die Reise der Dilettanten II: Die Flucht, Bertelsmann 1979, Rowohlt 1986
- Bulat Okudshawa: Die Reise der Dilettanten: Aus den Aufzeichnungen des Oberlieutnants im Ruhestand Amiran Amilachwari, Aufbau 1981
- Bulat Okudshawa: Romanze vom Arbat. Lieder, Gedichte. Hrsg. von Leonhard Kossuth. Volk & Welt, Berlin 1985, ISBN 3-353-00245-6
- Bulat Okudshawa: Begegnung mit Bonaparte: historischer Roman. Volk & Welt, Berlin 1986
- Bulat Okudshawa: Frau meiner Träume: wahre Geschichten. Volk & Welt, Berlin 1991, ISBN 3-353-00876-4
- Bulat Okudshawa: Reise in die Erinnerung. Glanz und Elend eines Liedermachers. Aufbau, Berlin 1997, ISBN 3-7466-1451-1
- Russische Liedermacher: Wyssozkij, Galitsch, Okudschawa. Reclam, Stuttgart 2000, ISBN 3-15-018056-2
- Bulat Okudschawa: Mein Jahrhundert. Lieder und Gedichte. (Russisch/Deutsch.) Herausgegeben, nachgedichtet und kommentiert von Ekkehard Maaß. Illustrationen von Moritz Götze. Lukas-Verlag, Berlin, 2024, ISBN 978-3-86732-444-1.

## Diskografie
- Bulat Okudschawa: Pesni (stichi i musyka). Ispolnjajet awtor (Песни (стихи и музыка). Исполняет автор). Melodija (Мелодия), 1975/76
- Bulat Okudschawa: Pesni (Песни). Melodija (Мелодия), 1978
- Bulat Okudshawa: Lieder 2. Pläne Pop, 1989
- Bulat Okudshava: Poka semlja jeschtscho wertitsja (Пока земля еще вертится). SoLyd Records, 1994
- Bulat Okudshava: A kak perwaja ljubow ... (А как первая любовь). SoLyd Records, 1997
- Bulat Okudshava: Amerikanski konzert (Американский концерт). SoLyd Records, 1998
- Bulat Okudshava: Kogda opustejet Parisch … Posledni konzert w Parische (Когда опустеет Париж… Последний концерт в Париже). 2002
- Bulat Okudshava: Tschudesny wals: Konzert 1969 (Чудесный вальс: Концерт 1969). 2002